# 신희택
신희택(申熙澤, 1952년 ~ )은 대한민국의 변호사이자 서울대학교 법학전문대학원 교수이다. 본관은 고령이다.

## 생애
경제기획원 UR서비스 협상실무대책위원, 대외경제정책연구원 자문위원, 신경제 5개년계획 대외통상 실무위원, 중앙공무원교육원 및 사법연수원 강사, 김앤장 법률사무소 선임변호사, 등을 역임한 대한민국의 법조인이며, 현재 서울대학교 법과대학의 정교수로 재직하며 서울대학교 상표관리위원회의 위원장을 맡고 있다., 서울대학교 전체 수석졸업후 (전체 수석입학), 1975년과 1977년에 사법고시 수석합격. 사법연수원 수석졸업으로 각각 대통령과 대법원장상을 수상했다.  조선일보가 2007년 20대 로펌 대표들을 대상으로 조사한 ‘이 시대 최고 변호사’로 선정되었다.